# Хълк
Хълк (на английски: Hulk) е измислен персонаж и супергерой на Марвел Комикс.
Негови създатели са Стан Лий и Джак Кърби. Първата му поява е в „The Incredible Hulk“ бр. 1 през май 1962 г. Хълк е алтер егото на учения по ядрена физика Брус Банър, който по време на ядрена експлозия, вследствие на облъчване с гама лъчи се превръща в грамадно чудовище. При създаването на героя голямо влияние са оказали романите „Франкеншайн“ на Мери Шели и „Странният случай с доктор Джекил и мистър Хайд“ на Робърт Луис Стивънсън.
Първата му поява в телевизията е в „Супергероите на Марвел“ през 1966 г. През 70 и 80-те години на миналия век Лу Фериньо играе ролята на Хълк, а Бил Биксби играе Брус Банър. През 1982 – 1983 г. Марвел Пръдакшънс прави анимационен сериал по поредицата, където персонажите са нарисувани по образец на рисунки на Сал Бъсема. В сериала Майкъл Бел озвучава Брус, докато Боб Холт озвучава Хълк. Героят се появява в епизод на „Спайдър-Мен и невероятните му приятели“. През 1996 г. излиза друг анимационен сериал, „Невероятният Хълк“. Там грамадата се озвучава от Лу Фериньо, а ученият – от Нийл Макдонау.
През 2003 г. е направен игралният филм „Хълк“. През 2008 г. е пуснат друг игрален филм – „Невероятният Хълк“, който съвпада с премиерата на „Железният човек“. Ерик Бана играе Брус Банър във филма от 2003 г., в „Невероятният Хълк“ от 2008 г. е Едуард Нортън, в „Отмъстителите“ е Марк Ръфало, а Лу Фериньо озвучава самия Хълк.